# GAC Trumpchi GN 6
Der GAC Trumpchi GN 6 (auch GM 6 oder M6) ist ein Van der zur chinesischen Guangzhou Automobile Group gehörenden Submarke Trumpchi.

## Geschichte
Auf der Beijing Auto Show im April 2018 wurde das unter dem GAC Trumpchi GN 8 positionierte Fahrzeug erstmals gezeigt. Mehr Details gab der Hersteller im August 2018 anlässlich der Chengdu Auto Show bekannt. Der Verkauf des bis zu siebensitzigen Vans startete im November 2018 auf der Guangzhou Auto Show, zu den chinesischen Händlern kam er schließlich im Januar 2019. Eine überarbeitete Version der Baureihe wurde im September 2020 eingeführt. Ein weiteres Facelift, das als GAC Trumpchi GN 6 Pro jedoch parallel zum 2020er-Modell angeboten wurde, debütierte im April 2021 und kam im darauffolgenden Monat in China auf den Markt. Mit dem GAC Trumpchi GN 6 Max gibt es seit Mai 2024 eine luxuriösere Version der Baureihe.

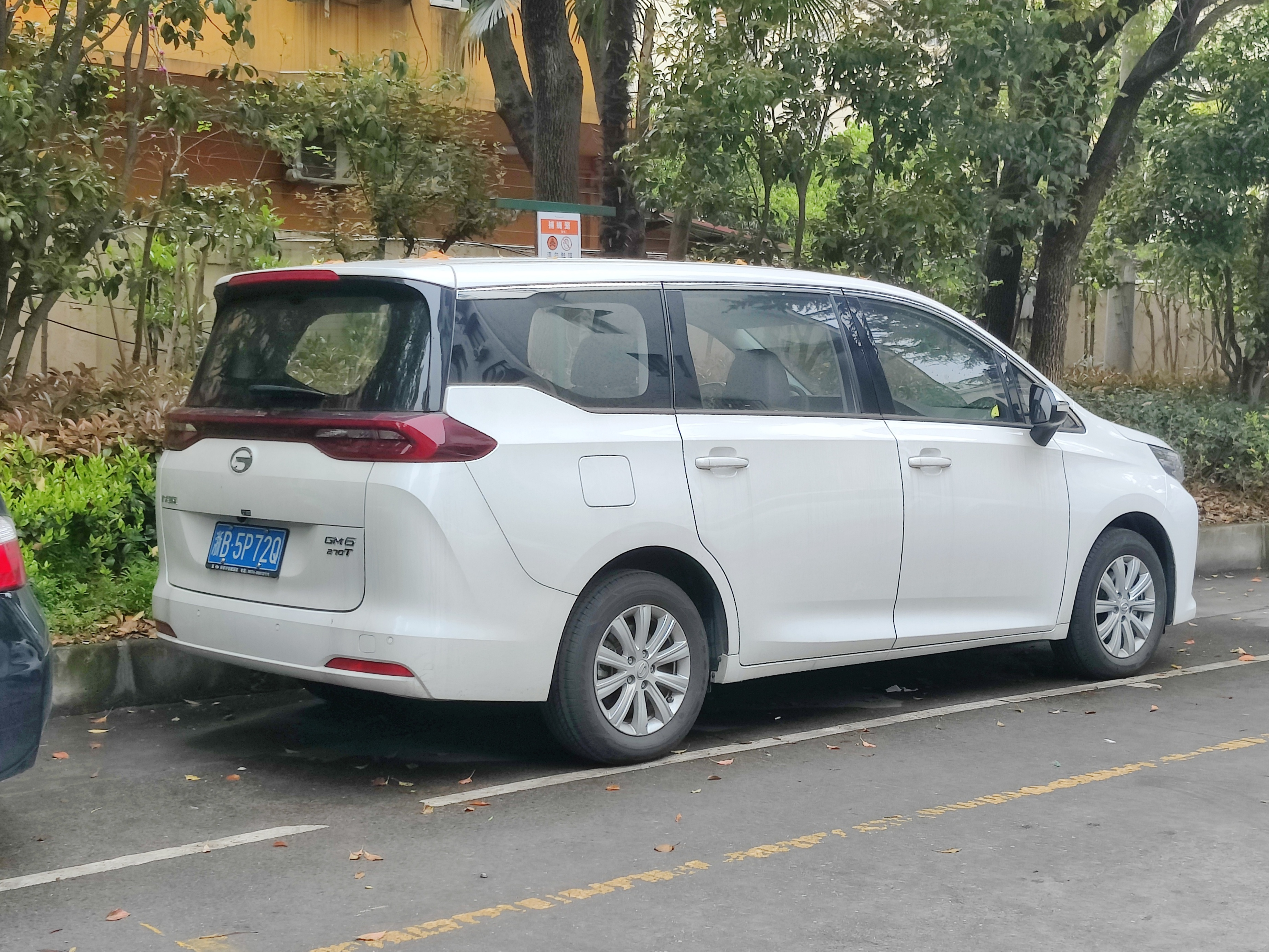
Heckansicht
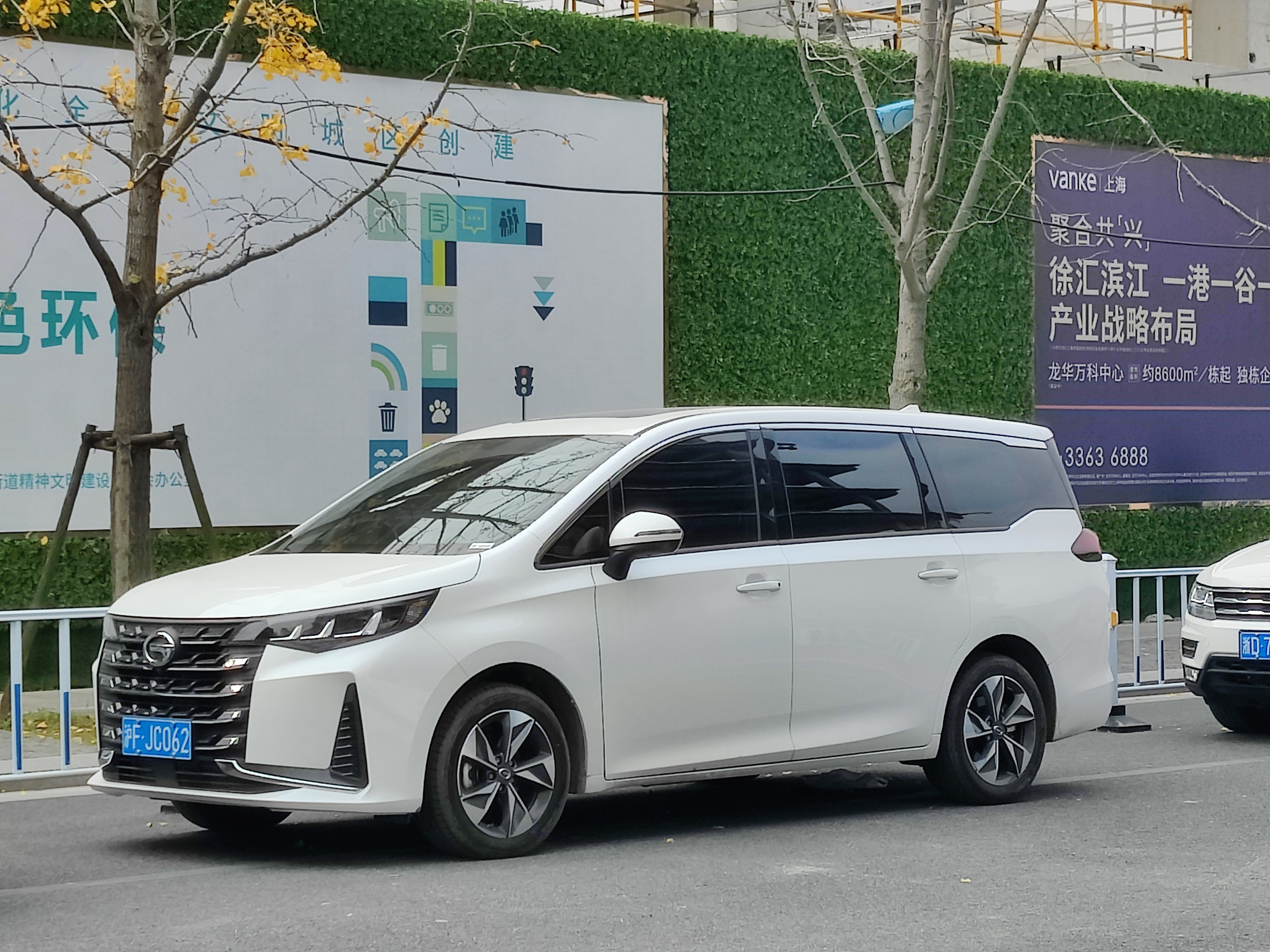
GAC Trumpchi GN 6 Pro (seit 2021)

## Technische Daten
Den Antrieb im GN 6 übernimmt ein aufgeladener 1,5-Liter-Ottomotor. Zunächst hatte er 126 kW (171 PS), mit der Umstellung auf die Abgasnorm China VI im Juli 2019 leistete er noch 124 kW (169 PS). Im Dezember 2022 kam eine Version mit 130 kW (177 PS) in den Handel.
| Kenngrößen                                  | 270T                         | 270T                               | 270T Pro                           | 270T Pro                         |
| Bauzeitraum                                 | 11/2018–07/2019              | 07/2019–12/2022                    | 05/2021–12/2022                    | seit 12/2022                     |
| Motorkenndaten                              |                              |                                    |                                    |                                  |
| Motortyp                                    | R4-Ottomotor                 | R4-Ottomotor                       | R4-Ottomotor                       | R4-Ottomotor                     |
| Motoraufladung                              | Turbolader                   | Turbolader                         | Turbolader                         | Turbolader                       |
| Hubraum                                     | 1495 cm³                     | 1495 cm³                           | 1495 cm³                           | 1497 cm³                         |
| max. Leistung                               | 126 kW (171 PS) bei 5000/min | 124 kW (169 PS) bei 5000/min       | 124 kW (169 PS) bei 5000/min       | 130 kW (177 PS) bei 5500/min     |
| max. Drehmoment                             | 265 Nm bei 1700–4000/min     | 265 Nm bei 1700–4000/min           | 265 Nm bei 1700–4000/min           | 270 Nm bei 1400–4500/min         |
| Kraftübertragung                            |                              |                                    |                                    |                                  |
| Antrieb                                     | Vorderradantrieb             | Vorderradantrieb                   | Vorderradantrieb                   | Vorderradantrieb                 |
| Getriebe, serienmäßig                       | 6-Gang-Schaltgetriebe        | 6-Gang-Schaltgetriebe              | 6-Stufen-Automatikgetriebe         | 7-Stufen-Doppelkupplungsgetriebe |
| Getriebe, optional                          | [6-Stufen-Automatikgetriebe] | [7-Stufen-Doppelkupplungsgetriebe] | [7-Stufen-Doppelkupplungsgetriebe] | —                                |
| Messwerte                                   |                              |                                    |                                    |                                  |
| Höchstgeschwindigkeit                       | k. A. [k. A.]                | 195 km/h [190 km/h]                | 190 km/h [190 km/h]                | 190 km/h                         |
| Beschleunigung, 0–100 km/h                  | k. A. [10,9 s]               | k. A. [k. A.]                      | k. A. [11,1 s]                     | 9,4 s                            |
| Kraftstoffverbrauch auf 100 km (kombiniert) | 7,3 l Super [7,4 l Super]    | 7,1 l Super [7,5 l Super]          | 6,8 l Super [7,5 l Super]          | 7,2 l Super                      |
| Tankinhalt                                  | 52 l                         | 52 l                               | 52 l                               | 52 l                             |
| Abgasnorm                                   | China V                      | China VI                           | China VI                           | China VI                         |